# Klaus Vygen
Klaus Vygen (* 10. März 1939 in Berlin; † 25. März 2011) war ein deutscher Baurechtler. 

## Leben
Klaus Vygen studierte an der Ludwig-Maximilians-Universität München, der Rheinischen Friedrich-Wilhelms-Universität Bonn und der Philipps-Universität Marburg Rechtswissenschaft. Am 16. Februar 1959 wurde er im Corps Teutonia Marburg recipiert. An der rechts- und staatswissenschaftlichen Fakultät der Philipps-Universität wurde er 1966 zum Dr. iur. promoviert. Nach dem Vorbereitungsdienst spezialisierte er sich auf Baurecht. Er schlug die Richterlaufbahn ein und wurde Vorsitzender Richter des für Bausachen zuständigen 21. Zivilsenats des Oberlandesgerichts Düsseldorf. 2002 wurde er pensioniert. 
Neben seiner richterlichen Tätigkeit war er Autor und Herausgeber zahlreicher Publikationen. Ein besonderes Anliegen war ihm die Heranführung junger Juristen an das private Baurecht. Die Technische Universität Darmstadt ernannte ihn zum Honorarprofessor. An der Universität Marburg war er Dozent für privates Baurecht und Mitinitiator der entsprechenden Zusatzqualifikation. Vygen war Vorsitzender des Instituts für Baurecht Freiburg im Breisgau.
Einer seiner Söhne ist der Mathematiker Jens Vygen.

## Ehrungen
- 2004 wurde Klaus Vygen vom Centrum für Deutsches und Internationales Baugrund- und Tiefbaurecht für sein Lebenswerk mit dem CBTR-Tiefbaurechtspreis ausgezeichnet.

## Schriften
- mit Eberhard Schubert und Andreas Lang: Bauverzögerung und Leistungsänderung. Rechtliche und baubetriebliche Probleme und ihre Lösungen. Bauverlag, Wiesbaden 1988.
  - zuletzt:  mit Edgar Joussen, Eberhard Schubert, Andreas Lang: Bauverzögerung und Leistungsänderung, 6. Auflage. Werner, Köln 2011.
- Grundwissen Bauvertragsrecht nach VOB und BGB. Bauverlag, Wiesbaden 1997.
  - zuletzt: mit Axel Wirth, Andreas Schmidt: Bauvertragsrecht. Grundwissen, 6. Auflage. Werner, Köln 2011.